# Chimarra peruana
Chimarra peruana is een schietmot uit de familie Philopotamidae. De soort komt voor in het Neotropisch gebied.